# Hadj Ahmed
Hadj Ahmed est un dey d'Alger qui a régné entre 1695 et 1698. Il œuvre à consolider l'autorité du dey vis-à-vis des janissaires frondeurs et du diwan d'Alger

## Biographie
Après la mort du dey Ahmed Chabane, le Diwan d'Alger a nommé plusieurs prétendants qui ont été tués le même jour par les janissaires qui ne pouvaient s'entendre sur l'élection. Le 6 août, les janissaires erraient dans les rues lorsqu'ils ont trouvé Hadj Ahmed devant sa maison en train de coudre des pantoufles. Ils ont emmené le vieux pirate et l'ont placé sur le trône, acclamé par le diwan.
Hadj Ahmed accepta les conditions imposées par la constitution de 1672 et régna sur Alger d'une main de fer en répandant la peur autour de la capitale. Les lettres des diplomates français M. Laurence et M. Lemaire le décrivent comme capricieux, peu sûr de lui et ayant un comportement si étrange qu'il semblait complètement fou. En fait, il était tellement peu sûr de lui qu'il remplit la capitale d'espions et était paranoïaque même à l'idée de sortir du palais de la Jenina pour aller prier à la mosquée, comme l'écrivit M. Laurence.

« J'ai vu régner Trick, Baba-Hassan, Mezzomorto, Chaban, mais aucun d'eux n'a fait ce que fait le Dey d'aujourd'hui: ils avaient tous quelques bonnes qualités, au lieu que celui d'au- jourd'hui n'en possède aucune.... »

## Mort
Il est mort en 1698 à cause de la peste.